# Henri de Boulainvilliers
Anne Gabriel Henri Bernard, marchese di Boulainvilliers (Saint-Saire, 11 ottobre 1658 – Parigi, 23 gennaio 1722) è stato uno storico e politologo francese.
Fu educato al collegio di Juilly e militò nell'esercito fino al 1697. Pubblicò numerose opere, tutte uscite dopo la sua morte, di cui le più importanti sono:
- Histoire de l'ancien gouvernement de la France (La Haye, 1727)
- Etat de la France, avec des memoires sur l'ancien gouvernement (London, 1727)
- Histoire de la pairie de France (London, 1753)
- Histoire des Arabes (1731).

La sua visione della politica è incentrata sull'esistenza di due "razze" all'interno della Francia feudale: quella aristocratica (costituita dagli eredi del popolo franco) e quella popolare (composta dagli eredi della componente gallo-romana). Essendo un fervente aristocratico, le sue analisi sulle strutture del potere monarchico, erano tese sia a delimitare che a delegittimare la figura del re, in particolare quella del re come sovrano assoluto, perfettamente incarnato nella figura di Luigi XIV.
Per de Boulainvilliers non esiste diritto naturale che tenga: lo Stato si fonda essenzialmente su uno stato di guerra permanente: la stessa concezione di libertà per de Boulainvilliers è quella del più forte che è libero di opprimere la libertà di un secondo, contrariamente a qualunque principio di uguaglianza. Per lui infatti solo nella disparità è possibile la libertà, poiché la storia mostra chiaramente che non c'è alcuna possibilità di dividere il potere equamente tra tutta la popolazione: ogni volta che ciò è avvenuto c'è stato un crollo del sistema amministrativo. Quindi il sovrano che vorrà eliminare l'aristocrazia per avere un potere più diretto, assoluto, andrà incontro alla necessaria fine del suo Stato. Ciò avverrà essenzialmente poiché la distinzione tra aristocrazia e plebe è necessaria: i primi pensano alla guerra, i secondi a produrre.
Nel momento in cui questo meccanismo salta, gli aristocratici non sono più sostentati dal popolo, dunque l'esercito deve essere mantenuto monetariamente. Ciò comporta due cose: un apparato fiscale pesantissimo e l'istituzione di un esercito mercenario: il primo pesa gravemente sulla popolazione e la fa diventare insofferente, il secondo è composto da persone che non combattono per proprio diretto interesse e che quindi possono essere facilmente dissuase dal combattere per il paese da cui sono state assoldate. Tutto ciò è avvenuto, secondo de Boulainvilliers già con l'Impero Romano. proprio all'epoca dell'invasione dei Franchi in Gallia.
Michel Foucault ha dedicato una serie di lezioni a Henri de Boulainvilliers presso il Collège de France nel 1976.

## Opere
- Mémoire pour la noblesse de France contre les ducs et pairs, 1717
- Histoire de l’ancien gouvernement de la France avec XIV lettres historiques sur les Parlements ou États-Généraux, La Haye & Amsterdam, aux dépens de la compagnie, 1727, 3 tomi.
- État de la France, dans lequel on voit tout ce qui regarde le gouvernement ecclésiastique, le militaire, la justice, les finances, le commerce, les manufactures, le nombre des habitans, & en general tout ce qui peut faire connoitre a fond cette monarchie: extrait des mémoires dressez par les intendans du Royaume, par ordre du Roi, Louis XIV. a l... Londra, T.Wood & S. Palmer 1727-1728.
- Histoire de l’ancien gouvernement de la France. Avec XIV lettres historiques sur les Parlemens ou États-Généraux, A La Haye, Amsterdam, Aux dépens de la Compagnie, 1727. 3 volumi.
- Mémoires présentés à Monseigneur d’Orléans, contenant les moyens de rendre ce royaume très-puissant, & d’augmenter considérablement les revenus du Roy et du peuple. A La Haye & à Amsterdam, Aux dépens de la Compagnie, 1727. 2 volumi.
- La Vie de Mahomed ; avec des réflexions sur la religion mahometane, & les coutumes des musulmans. London, et se trouve à Amsterdam chez P. Humbert, 1730. Amsterdam, Francois Changuion, 1731.
- Réfutation des Erreurs de Benoît de Spinosa. Par M. De Fénelon....., par le P. Lami...... & par M. le Comte de Boulainvilliers. Avec la vie de Spinose, Écrite par M. Jean Colerus, Ministre de l’Église Luthérienne de la Haye ; augmentée de beaucoup de particularités tirées d’une Vie Manuscrite de ce Philosophe, faite par un de ses Amis. A Bruxelles, Chez François Foppens, 1731.
- Essai sur la noblesse de France, contenans une dissertation sur son origine & abaissement. Avec des notes historiques, Critiques et Politiques ; Un projet de Dissertation sur les premiers Français & leurs Colonies ; et un Supplément aux notes par forme de Dictionnaire pour la Noblesse, Amsterdam Rouen, 1732.
- Anecdotes curieuses du règne de saint Louis, roi de France, depuis 1226 jusqu’en l’an 1270, laissées manuscrites par le Comte de Boullainvilliers, 1753.
- Lettres sur les anciens Parlemens de France qu’on nomme États-Généraux, Londra, T. Wood & S. Palmer, 1753. 3 volumi.
- Doutes sur la religion, suivies de l'analyse du traité théologi-politique de Spinosa, Londra, 1767.